# Bob Hoskins
Robert (Bob) William Hoskins (Bury St. Edmunds, Suffolk, Engeland, 26 oktober 1942 – aldaar, 29 april 2014) was een Engels acteur.

## Levensloop
Hij was deels van Roma-afstamming. Hij had verschillende beroepen voor hij in 1969 zijn toneeldebuut maakte.
Hij raakte bekend bij het grote publiek door de BBC-dramaserie Pennies from Heaven van Dennis Potter.
Voor zijn optreden in Britse films als The Long Good Friday (1980) en Mona Lisa (1986) kreeg hij goede kritieken en in het laatste geval ook een nominatie voor een Academy Award voor Beste Acteur. Hij speelde ook in comedy-films als Terry Gilliams Brazil (1985), Super Mario Bros. (1993) en Mrs. Henderson Presents (2005). In de film Who Framed Roger Rabbit (1988) was hij de menselijke tegenspeler van de cartoonfiguur Roger Rabbit.
Eind jaren tachtig, begin jaren negentig speelde hij in succesvolle reclamecampagnes voor zojuist geprivatiseerde bedrijven als British Gas en British Telecom (Nu BT Group).
Hoskins was bekend om zijn "koude-achterwerktest" die hij gebruikte als hij een nieuw script kreeg. Hij ging naar het toilet om het te lezen. Wanneer zijn billen koud werden vond hij het een goed script.
Hij speelde Nikita Chroesjtsjov in de film Enemy at the Gates (2001). Hier wordt Chroesjtsjov getoond ten tijde van de slag om Stalingrad (1942–1943). Ook speelde hij Paus Johannes XXIII in de televisiefilm The good Pope: Pope John XXIII in 2003.
Hij verscheen ook in de Pink Floyd-film The Wall als hun manager.
Op 8 augustus 2012 werd bekendgemaakt dat Hoskins zijn acteercarrière had beëindigd omdat bij hem de ziekte van Parkinson was vastgesteld. Zijn laatste film speelde hij als een van de acht dwergen in Snow White and the Huntsman. Bob Hoskins overleed in april 2014 op 71-jarige leeftijd aan een longontsteking. Hij liet zijn vrouw, vier kinderen en drie kleinkinderen na.

## Filmografie
- Bibsys: 90967903
- Biblioteca Nacional de España: XX1175231
- Bibliothèque nationale de France: cb13956710v (data)
- Catàleg d'autoritats de noms i títols de Catalunya: 981058511271206706
- Gemeinsame Normdatei: 123903947
- International Standard Name Identifier: 0000 0001 1030 935X
- Library of Congress Control Number: n83009538
- Nationale Bibliotheek van Letland: 000350112
- MusicBrainz: c7b7a88a-f999-4823-ae8f-8ace096553c4
- Nationale Bibliotheek van Tsjechië: xx0034068
- Nationale bibliotheek van Australië: 36209453
- Nationale Bibliotheek van Israël: 987007518461905171
- Nationale Bibliotheek van Polen: a0000001652717
- Nederlandse Thesaurus van Auteursnamen: 07359928X
- Réseau des bibliothèques de Suisse occidentale: 02-A009453116
- Istituto Centrale per il Catalogo Unico: RAVV088585
- SNAC: w6b86558
- Système universitaire de documentation: 060230878
- Trove: 1229684
- Virtual International Authority File: 90664498
- WorldCat: E39PBJhCF9QD3bMrGvF3bWbyBP